# So angelt man keinen Mann
So angelt man keinen Mann ist eine deutsche Liebeskomödie aus dem Jahre 1959 von Hans Deppe mit Grethe Weiser, Karin Dor, Karin Baal und Erik Schumann in den Hauptrollen. 

## Handlung
Die in die Jahre gekommene Elsbeth Müller ist ein Gemütsmensch. Als Mutter von drei teils halbwüchsigen, teils bereits im heiratsfähigen Alter befindlichen Töchtern mit dementsprechenden Problemen hat sie alle Hände voll zu tun, dass keine von ihnen unter die Räder kommt. Die Witwe hatte es nicht leicht, ihr Leben und das der drei Mädchen allein zu managen, seit ihr Mann, ein Lokführer, gestorben ist. Allmählich ist der Nachwuchs Elsbeths aus dem Gröbsten heraus. Tessy, das älteste der drei Mädels, hat einen guten Job als Auslandskorrespondentin, Monika, die nächste, ist in einer Musikalienhandlung angestellt. Lediglich das Nesthäkchen Angela drückt noch die Schulbank. Der quirlige Teenager ist eine begeisterte Schwimmerin mit Vorliebe für das Kunstspringen.
Damit es den drei Mädels auch immer gut geht, hat Muttchen Elsbeth für jede von ihnen ein Sparbuch angelegt, auf das immer dann etwas eingezahlt wird, wenn Elsbeth mal wieder mit Putzen und Nähen etwas dazuverdient hat. Mit Argusaugen achtet die resolute, handfeste Frau, dass keine ihrer Töchter „an den Falschen“ gerät, und diese Gefahr sieht sie derzeit vor allem bei Monika. Die hat sich nämlich in Fritz Becker verliebt und will ihn unbedingt heiraten, diesen lakonischen, langen Schlaks von Kerl, der Elsbeth aber nicht gut genug für ihre Monika erscheint. Heimlich inseriert die besorgte Mutter daher in der Zeitung, um einen „angemesseneren“ Gatten in spe für Moni zu finden. Bei der Männer-Ausbeute hilft ihr der Obermieter und Namensvetter Herr Müller, seines Zeichens Opernsänger, um dessen Papagei sich Elsbeth immer dann kümmert wenn der Sangeskünstler mal wieder auf Tournee ist. Beider Wahl fällt auf den jungen Studienrat Anton Scheufele, der dann auch ganz en passant in die Familie eingeführt wird. Doch keiner der Müller-Mädchen kann ihn sonderlich leiden …
Eines Tages bekommt Monis Liebster Fritz Ärger mit seinem Chef, Herrn Reimer. Der hatte ihn dabei erwischt, wie er, wie jeden Tag, die drei Müller-Töchter von daheim abholt und jede von ihnen an ihrem Arbeitsplatz wieder absetzt. Fritz versucht, seinen Hals mit einer Notlüge aus der Schlinge zu ziehen, doch da naht Rettung in Gestalt von Tessy, die Stefan Reimer bei dieser Gelegenheit kennen lernt. Reimer verliebt sich rasch in die attraktive, junge Frau. Er macht Tessy sogar den Vorschlag, in seiner Firma zu arbeiten. Reimer ist ganz nach dem Geschmack von Muttchen Müller, scheint ihr der Chef doch eine sehr viel passendere Partie als alle bisherigen Typen. Als Stefan Tessy auf eine Geschäftsreise nach Italien mitnimmt, scheint Elsbeth die anstehende Eheschließung fast nur noch wie eine Formalie. Doch die de-facto-Vergnügungsreise in den sonnigen Süden nimmt für Tessy ein unschönes Ende, denn mit Vera Reinhardt taucht im selben Hotel plötzlich eine attraktive Frau auf, die die Müller-Tochter bereits im Reimer’schen Geschäft mehrfach gesichtet hat und nun wie unschöne Konkurrenz daherkommt. Wieder daheim, heult sich Tessy bei ihrer Mutter aus. 
Doch ein Unglück kommt selten allein: Auf einem Schwimmfest, wo Angela erfolgreich war, erweist sich der so schmucke Studienrat als Schwindler, und dann platzt auch noch die Bombe, dass Monika von ihrem Fritz schwanger ist. Zähneknirschend stimmt Muttchen Müller aus rein formalen Gründen einer Hochzeit zwischen den beiden Liebesleuten zu, kündigt jedoch an, auf der Feier nicht erscheinen zu wollen. Ihre Versuche, Reimer und Tessy miteinander zu versöhnen, bleiben im Ansatz stecken, und dann bleibt Angela auch noch sitzen! Das Küken traut sich nicht, mit der Hiobsbotschaft heimzukehren und folgt stattdessen Mitschüler Horst in seine Wohnung, wo sie sich hemmungslos betrinkt und von ihm massiv bedrängt wird. Der gleichaltrige Günther holt seine Klassenkameradin dort heraus und bringt sie heim, wo die sorgenvolle Elsbeth bereits sehnsüchtig ihre kleinste Tochter erwartet. Fritz und Moni heiraten, und heimlich schleicht sich Elsbeth Müller natürlich doch noch in die Kirche. Sie hat eingesehen, dass Fritz ein feiner Kerl ist. Auch Stefan findet zu seiner Tessy zurück, denn er weiß nun, dass Vera nicht die Richtige für ihn ist und seine Traumfrau Tessy heißt. Im darauf folgenden Jahr hat sich alles gefügt: Tessy und Stefan sind nun ein glückliches Paar, Moni ist Mutter geworden, und zwischen Angela und Günther bahnt sich eine erste zarte Verliebtheit an.

## Produktionsnotizen
Die Dreharbeiten zu So angelt man keinen Mann fanden zum Jahresbeginn 1959 in Göttingen (Außenaufnahmen und Filmatelier Göttingen) statt. Die Uraufführung erfolgte am 23. April 1959 in der Essener Lichtburg.
Heinz Willeg war Herstellungsleiter, Hans Lehmann übernahm die Produktionsleitung. Willi A. Herrmann schuf die Filmbauten.

## Kritik
Im Lexikon des Internationalen Films heißt es: „Der Film vermeidet beinahe alles, was ihn unterhaltsam hätte machen können..“